# 顧従徳
顧 従徳（こ じゅうとく、生没年不詳）は、明代の著名な収蔵家。字は汝脩。松江府華亭県の出身。

## 生涯
史上初の印譜『集古印譜』を出版したことで知られる（詳しくは印譜を参照のこと）。篆刻の黎明期であり、何震をはじめ多くの篆刻家がこの印譜の啓発を受けた。
また宋代の写本を元に『黄帝内経素問』を模刻し出版した。